# Sio (Togosee)
Der Sio oder Schio (auch Zio) ist ein Fluss in Togo.

## Verlauf
Der Fluss hat seine Quellen in der Region Plateaux. Er fließt in südsüdöstlicher Richtung. Der Sio mündet etwa 20 km nordöstlich von Lomé in den Togosee.

## Hydrometrie
Die Durchflussmenge des Sio wurde an der hydrologischen Station Kpedji etwa 60 km vor der Mündung, über die Jahre 1953 bis 1958 gemittelt, gemessen (in m³/s).

## Lagunen-Komplex
Der Mono als auch der Couffo münden in der Küstenlagune von Benin, die am Bouche du Roi ins Meer mündet. Im Westen verbindet der schmale M’baga-Kanal dies mit dem togoischen Lagunensystem, das am Passe d’Aného zum Meer hin offen ist und über das der Sio entwässert. Dieses schmale, parallel zur Küste verlaufenden Gewässer kommuniziert mit zwei großen Brackseen, dem Ahémé-See und dem Togosee.